# Война в небе — 1917
Война в небе — 1917 (также известна как Rise of Flight) — компьютерная игра в жанре авиасимулятора, представляющая собой историческую реконструкцию эпохи авиации Первой мировой войны. Игра разработана компанией 777 Studios и издана в России и СНГ компанией Новый Диск. В русскоязычных странах игра вышла под названием «Война в небе — 1917», в Северной Америке — «Rise of Flight: The First Great Air War».
Историческое пространство игры «Война в небе — 1917» — военная Европа 1917—1918 гг. На единой карте в 125 000 км² разворачивается военный конфликт, в котором участвуют Германия и Австро-Венгрия против Франции, Англии, Италии, США и России. На самой заре развития военной авиации и техники проходят ожесточенные сражения за господство в воздухе. Появляются первые воздушные герои, проявляющие отвагу и бесстрашие в ежедневных боях. Идет первая и последняя война, в которой летчики-противники знают друг друга по именам и проявляют в бою благородство, достойное рыцарских турниров.

## Описание игры
Rise of Flight — авиасимулятор нового поколения. Название игры в России и СНГ — «Война в небе — 1917», в Северной Америке — «Rise of Flight» (сокр. — «ROF»). События игры разворачиваются в Первой мировой войне. По словам разработчиков, Первая мировая была выбрана именно потому, что она Первая (а Вторая всегда будет второй). Кроме того, авиация Первой мировой — это её зарождение, практически колыбель. Время появления первых воздушных асов — таких, как Эдвард Мэннок и Манфред фон Рихтгофен (Красный Барон). Именно стать таким асом и учит игра. Игра создана на движке, разработанном самой командой.

## Разработка
Команда разработчиков начинала под названием «Gennadich Team» и под этим именем известна выпуском таких популярных в мире поклонников авиасимуляторов приложений, как «IL-2 Server Commander», «IL-2SC» Web Stat «ADW» («Air Domination War»). После этого команда приняла решение выпустить собственный авиасимулятор под названием «Knights of the Sky». Сначала было решено выпустить игру на базе переписанного движка ИЛ-2, но уже в 2007 году команда приняла решение о разработке собственного движка, перешла вместе с проектом в компанию neoqb — нового игрока российского IT-рынка со специализацией в разработке игр и интернет-сервисов, и поменяла название проекта на «Rise of Flight». Осенью 2008 года проект был впервые представлен на крупнейшей выставке в России и СНГ «Игромир — 2008», там же был объявлен российский издатель игры — компания «Новый Диск». Релиз игры состоялся 7 мая 2009, и практически сразу после этого был объявлен издатель в Северной Америке — 777 studios.

## Игровой процесс
Театр военных действий игры — Западный фронт. События разворачиваются на карте в 125 тысяч км². Игровое пространство воссоздано по историческим картам 1917-х годов, с точной расстановкой исторически важных городов, рек, аэродромов. Страны — участницы военного конфликта, среди которых игрок может выбирать — Германия и Австро-Венгрия против Франции, Англии, Италии, США и России.
Весь игровой процесс основан на логике ведения реальных боевых действий авиации времен Первой мировой войны. В игре можно разыгрывать сложные сюжеты благодаря системе «событий» в миссиях; так же пользователь может самостоятельно создавать миссии, используя «редактор миссий».

### Режимы игры

#### Тренировочная кампания
Обучает основным элементам полета и воздушного боя в увлекательной форме, включает многочисленные подробные брифинги. Тренировочную кампанию ведет «живой» инструктор, прототип которого — известный ас ПМВ Эдди Риккенбаккер. По мере роста знаний игрока и прохождения миссий задания усложняются.

#### Карьера
Состоит из 6 ступеней от лейтенанта до полковника авиации. Для режима «Карьеры» предусмотрена специальная система наград, отличающаяся от других режимов. Генерируемые миссии на основе исторических данных о ведении боевых действий авиацией в период 1917—1918 годов. Пользователь может выбрать тип самолета, полк и дату, с которой хочет начать карьеру.

#### Сетевой кооперативный режим
Командный режим игры, в котором у каждой из сторон есть фиксированные задачи, имитирующие реальные боевые ситуации. В этом режиме ведется единая система статистики и действуют различные соревновательные элементы (к примеру, 90 исторических медалей). В режиме «Сетевой игры» статистика основана на системе «Профессий». Для получения баллов в профессиях игрок должен выполнять различные специальные задания.

#### Аэродромы
В игре достоверно воссозданы по материалам и фотографиям 8 исторических аэродромов (Vert Galand, St. Omer, Roucourt, Lechelle, Gengoult, Cappy North и South, Boistrancourt, Bertangles) и более 300 других аэродромов, стандартизированных по типам большой-средний.

#### Города
Игра содержит 12 подробно воссозданных исторических городов Европы (Toul, Verdun, Tournay, St. Quentin, St. Mihiel, Reims, Metz, Lille, Douai, Arras, Amiens, Cambrai), а также более 300 городов и деревень.

### Физика и аэродинамика
В игре реализована уникальная модель повреждения (к примеру, каждый самолет состоит из частей, каждой из которых присуще собственное поведение). Игра обсчитывает спутные следы каждого самолета, а термодинамическая модель двигателя внутреннего сгорания учитывает соответствующие реальности физико-химические процессы. Достоверна даже баллистика различных типов средств поражения для стрелкового оружия. Действует многослойная модель ветрового поля и турбулентности атмосферы с учётом влияния земли; физические свойства атмосферы в широком диапазоне высот рассчитываются с учетом фактической температуры и давления. Так же в игре существует такое понятие, как «усталость железа» — учитываются все ранние повреждения самолета, качество топлива и множество других параметров, которые влияют на поведение самолета в бою.

### Искусственный интеллект
ИИ игры основывается на нелинейной логике принятия решений, обеспечивая разнообразие игровых ситуаций. Поэтому разница в поведении «новичка» и «ветерана» значительна. Благодаря развитой триггерной системе возможно создавать как миссии, где ИИ будет «предоставлен своей воле», так и миссии, где ИИ будет четко следовать предустановленному сценарию.

### Полный редактор

#### Назначение
Полный Редактор Миссий (далее по тексту ПРМ) предназначен для простого и быстрого создания игровых миссий в игре как для режима Single, так и для режима Multiplayer. С помощью ПРМ можно не только разместить объект в игровом мире, но и задать любому объекту некоторую модель поведения и взаимодействия с другими объектами внутри мира.

#### Интерфейс ПРМ
Функционально главное окно ПРМ разделено на несколько зон, с помощью которых осуществляется создание, редактирование и окончательное оформление миссий.
Для наиболее быстрого и полного понимания интерфейса ПРМ, его функциональных возможностей, логики скриптования Вы можете ознакомиться с уроками по созданию миссий на сайте игры.

### Генератор миссий
Генератор миссий позволяет делать миссии из узловых блоков миссии, с привязкой узлов миссии к карте. Узел миссии — это функциональная часть миссии (пресет), которая, по сути, является составным блоком обычной миссии, например маршрутная точка, звено самолетов, колонна автомобилей и любая другая функциональная часть миссии. В генераторе присутствует визуальный редактор геометрических связей (редактор шаблонов). При помощи данной утилиты можно соединять узлы миссии, регулировать расстояние и взаимное расположение узлов миссии, случайным образом задавать вариации узлов миссии при генерации. Все это позволяет делать разнообразные миссии при заданных извне (например из интерфейса кампании) условиях. Каждый раз создается практически уникальная миссия, причем, при достаточном количестве шаблонов и пресетов для построения миссии можно создавать псевдо-динамические кампании, что положительным образом повлияет на время геймплея и атмосферность однопользовательских миссий.

### Система наград и учёта статистики
Подробное логирование всех событий в игре создает детализированную статистику любого игрока. Причем статистика может и разделяться по профессиям (истребитель/бомбардировщик и пр.), и быть комплексной. Так как в игре присутствует гибкая система настроек сложности, то система наград привязана к этим настройкам. То есть, если игрок использует упрощенные настройки сложности — он будет получать меньше очков, чем тот же самый игрок, играющий на высоких настройках сложности. Это создает дополнительные стимулы для игроков, дает стимул прогрессировать в игровом процессе — усложнять настройки с ростом мастерства, что в свою очередь откроет значительно большее количество наград и наградных бонусов.

### Управление
В RoF существует 14 параметров настройки сложности игры, так же игра поддерживает авиационные джойстики, педали, штурвалы и TrackIr.

## Игра на выставках
Август, 2008 — компания neoqb представляет свой первый продукт «Rise of Flight» на демонстрацию игровому бизнес-сообществу на крупнейшей игровой выставке в Европе «Game Convention 2008» (Германия, Лейпциг).
Ноябрь, 2008 — игра «Война в небе — 1917» представлена на крупнейшей игровой выставке в России и СНГ «Игромир — 2008». Презентация прошла на стенде издателя игры в России и СНГ — компании «Новый Диск».
Июнь, 2009 — игра будет представлена на крупнейшей выставке Electronic Entertainment Expo в Лос-Анджелесе совместно с издателем в Северной Америке 777 Studios.

## Критика
Владимир Рыбин из издания «Страна Игр» очень положительно оценил игру. В рецензии автор заявил, что у проекта «есть все шансы стать настоящим хитом в своем жанре», была высоко оценена графика, физика, а также мультиплеер.